# 14e Regiment Luchtdoelartillerie
Het 14e Regiment Luchtdoelartillerie was tot 2010 een artillerieregiment voor luchtverdediging van de  Landcomponent van het Belgische leger. Het was de opvolger van het 14e Regiment Artillerie (14A).

## Organisatie
Het 14e Regiment Luchtdoelartillerie bestond uit twee Mistral-batterijen, de 43e Batterij en de 35e Batterij, die elk uit drie pelotons bestonden. Elk peloton bestond weer uit zes Mistral-groepen. In totaal had het regiment dus 36 Mistral-groepen.

## Geschiedenis
De exacte datum van ontstaan van het 14e Artillerieregiment is niet bekend. Tijdens de Eerste Wereldoorlog neemt het regiment, als deel van de 2de Divisie mee aan de gevechten in Reigersvliet en Oud-Stuyvekenskerke. Vervolgens bezetten ze de sector van Boezinge. Tijdens het bevrijdingsoffensief in 1918 bevinden het regiment zich in Diksmuide. Het draagt bij aan de inname van Eessen.
Na de reorganisatie van het Belgische leger in 1923 bevindt het 14e Artillerieregiment zich in garnizoen in Mechelen. Het regiment maakt deel uit van de artillerie van het 2de Legerkorps. Op 10 november 1939 wordt het regiment naar zijn gevechtsstellingen aan het meest oostelijke deel van het Albertkanaal gestuurd door het dreigende gevaar vanuit Duitsland.
Op 1 februari 1952 wordt het 14e Artillerieregiment opnieuw ingericht te Saive. Het maakt nu deel uit van de 4de Infanteriedivisie. In 1955 wordt het Belgische leger opnieuw hervormd en wordt het regiment ontbonden, samen de 4de Infanteriedivisie. Het bataljon leeft echter verder als reserve-eenheid.
In 1963 wordt het regiment opnieuw in het leven geroepen, nu in het Kwartier Moorslede in Dellbrück. Nu is het 14de Artillerieregiment een moderne artillerie-eenheid, uitgerust met Honest-John raketten. Na 2 maanden verhuizen ze naar de kazerne Nieuwpoort in Westhoven. Ze verblijven hier om een opleiding te volgen. In augustus 1964 verhuist het bataljon naar Werl.
In mei 1978 verhuizen ze naar Spich. Ze worden uitgerust met het allernieuwste luchtdoelgeschut: het Gepard-systeem. In 1991, na een verblijf van 28 jaar in Duitsland, verhuizen ze naar Nieuwpoort en worden op 30 juni geïntegreerd in de Luchtdoelartillerieschool in Lombardsijde. Op 1 juli 1994 wordt Luchtdoelartillerieschool afgeschaft en wordt het 14e Artillerieregiment omgevormd tot een Mistral-bataljon.
In 2010 wordt het regiment ontbonden. Een van de Mistral-batterijen ging op in een nieuw opgericht Bataljon Artillerie, maar deze batterij werd in 2017 ontbonden. 